# Wangqing
Wangqing, tidigare stavat Wangching, är ett härad som är i beläget i Yanbian, en autonom prefektur för koreaner i Jilin-provinsen i nordöstra Kina. Det ligger omkring 370 kilometer öster om provinshuvudstaden Changchun.